# Left Bank Encores
Left Bank Encores è un album dal vivo di Gene Ammons e Sonny Stitt, pubblicato dalla Prestige Records nel 2002. I brani furono registrati il 24 giugno 1973 al Famous Ballroom (per la Left Bank Jazz Society) di Baltimora, Maryland (Stati Uniti), in occasione del concerto da cui era stato tratto l'album God Bless Jug and Sonny.

## Tracce
1. Just in Time – 9:08 (Betty Comden, Adolph Green, Jule Styne)
2. They Can't Take That Away from Me – 11:31 (George Gershwin, Ira Gershwin)
3. Theme from Love Story – 9:39 (Francis Lai, Carl Sigman)
4. Exactly Like You – 6:56 (Dorothy Fields, Jimmy McHugh)
5. Don't Go to Strangers – 6:04 (Redd Evans, Arthur Kent, Dave Mann)
6. Autumn Leaves – 15:52 (Jacques Prévert, Joseph Kosma, Johnny Mercer)
7. Blues Up and Down – 14:05 (Gene Ammons, Sonny Stitt)

## Musicisti
- Gene Ammons - sassofono tenore (brani: 1, 2, 4, 5, 6 e 7)
- Sonny Stitt - sassofono tenore (brani: 1, 4, 5, 6 e 7)
- Sonny Stitt - sassofono alto (solo nel brano: 2)
- Etta Jones - voce (solo nei brani: 4 e 5)
- Cedar Walton - pianoforte
- Sam Jones - contrabbasso
- Billy Higgins - batteria